# マーチ「ブルー・スプリング」
マーチ「ブルー・スプリング」（March "Blue Spring"）は、鈴木雅史が作曲した行進曲。
第31回朝日作曲賞に入選し、2022年度全日本吹奏楽コンクール課題曲（課題曲II）に選定された。
♩=138ca.、4分の4拍子、変ロ長調〜変ホ長調〜変イ長調。